# Inés del Río
Inés del Río Prada (Tafalla, Navarra, 2 de septiembre de 1958) es una terrorista española, exmiembro de la organización terrorista Euskadi Ta Askatasuna (ETA). Perteneciente al comando Madrid y autora de 24 asesinatos, fue detenida en Zaragoza en julio de 1987 y condenada a 3828 años de cárcel.
Juzgada con el Código Penal de 1973, su salida de la cárcel estaba prevista para 2008 pero la aplicación retroactiva de la doctrina Parot pospuso su puesta en libertad hasta 2017. Ante esta situación, Inés del Río recurrió la revisión de su condena a los tribunales Supremo y Constitucional, que rechazaron sus recursos. Del Río y sus abogados apelaron en última instancia al Tribunal Europeo de Derechos Humanos, que se pronunció de manera definitiva el 21 de octubre de 2013 fallando a favor de Inés del Río y ordenando su puesta en libertad de manera inmediata, algo que ocurrió el día siguiente.